# Maurice Kottelat

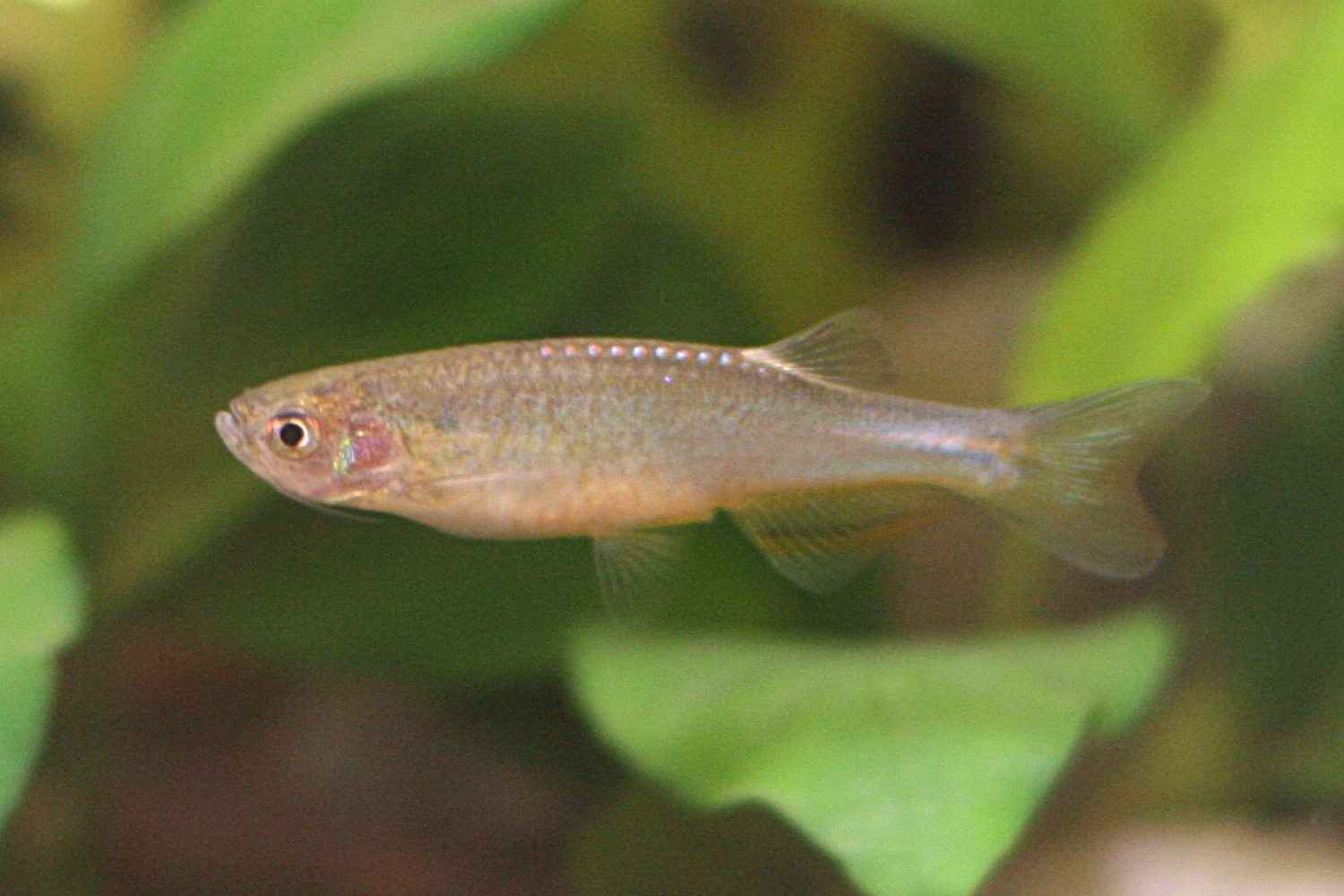
Maurice Kottelat

Maurice Kottelat (sinh ngày 16 tháng 7 năm 1957 tại Delémont, Thụy Sĩ) là một nhà ngư học người Thụy Sĩ chuyên về các loài cá nước ngọt Á-Âu.

## Tiểu sử
Kottelat lấy bằng cử nhân Khoa học tại Đại học Neuchâtel năm 1987 và năm 1989 nhận bằng tiến sĩ của Đại học Amsterdam. Năm 1980, ông đến Thái Lan để bắt đầu nghiên cứu thực địa về các loài cá nước ngọt Đông Nam Á và Indonesia. Năm 1997, ông đã viết một bản sửa đổi quan trọng về Chi Cá hồi trắng, bao gồm các loài cá từ Hồ Genève, Hồ Constance và các hồ khác ở Thụy Sĩ. Cùng với tiến sĩ Tan Heok Hui, ông đã làm việc ở Sumatra, nơi họ phát hiện ra cá Paedocypris progenetica, được coi là loài cá nhỏ nhất trên thế giới. Năm 2007, ông cùng với Jörg Freyhof xuất bản Sổ tay về các loài cá nước ngọt ở Châu Âu (Handbook of European Freshwater Fishes). Kottelat đã mô tả hơn 440 loài cá mới đối với khoa học.
Năm 2006, ông được trao bằng Tiến sĩ danh dự tại Đại học Neuchâtel. Kottelat là cựu chủ tịch (1997-2007) và hiện tại (2012 đến nay) của Hội Ngư học Châu Âu. Ông còn là ủy viên của Ủy ban Quốc tế về Danh mục Động vật học. Trong phần lớn sự nghiệp của mình, ông thường được biết đến như một "nhà phân loại học tự do" mà không kèm theo học vị.

## Tác phẩm tiêu biểu
- 1990 Maurice Kottelat: Indochinese Nemacheilines, a revision of nemacheiline loaches (Pisces: Cypriniformes) of Thailand, Burma, Laos, Cambodia and southern Viet Nam. 180 text-figures. 8vo, pp. 262[8]
- 1996 Maurice Kottelat & Tony Whitten: Freshwater Biodiversity in Asia: With Special Reference to Fish[9]
- 1997 Maurice Kottelat: European Freshwater fishes. An heuristic checklist of the freshwater fishes of Europe (exclusive of former USSR), with an introduction for non-systematists and comments on nomenclature and conservation. Biologia (Bratislava) Sect. Zool., 52 (Suppl.):1-271.[8]
- 1997 Maurice Kottelat: Freshwater Fishes of Western Indonesia and Sulawesi[9]
- 1998 Maurice Kottelat: Fishes of Brazil - An Aid to the Study of Spix and Agassiz's (1829-31) Selecta Genera et Species Piscium Brasiliensium Including an English Translation of the Entire Text by V.L. Wirasinha and Reproduction of all Illustrations[8]
- 1998 Maurice Kottelat: Fishes of the Nam Theun and Xe Bangfai basins, Laos, with diagnoses of twenty-two new species (Teleostei: Cyprinidae, Balitoridae, Cobitidae, Coiidae and Odontobutidae). Ichthyol. Explor. Freshwat. 9(1):1-128.
- 2001 Maurice Kottelat : Fishes of Laos[8]
- 2001 Maurice Kottelat: Freshwater fishes of Northern Vietnam: A preliminary check-list of the fishes known or expected to occur in Northern Vietnam : with comments on systematics and nomenclature[8]
- 2007 Maurice Kottelat & Jörg Freyhof: Handbook of European Freshwater Fishes (tự xuất bản). ISBN 978-2-8399-0298-4
- 2012 Maurice Kottelat: Conspectus cobitidum: an inventory of the loaches of the world (Teleostei: Cypriniformes: Cobitoidei) Lưu trữ ngày 20 tháng 10 năm 2013 tại Wayback Machine Raffles Bulletin of Zoology, Supplement 26: 1–199.
- 2013 Maurice Kottelat: The fishes of inland waters of Southeast Asia: a catalogue and core bibliography of the fishes known to occur in freshwaters, mangroves and estuaries. Raffles Bulletin of Zoology, Supplement 27: 1–663.